# Madagaszkár a 2022. évi téli olimpiai játékokon
Madagaszkár a kínai Pekingben megrendezett 2022. évi téli olimpiai játékok egyik részt vevő nemzete volt. Az országot az olimpián 1 sportágban 2 sportoló képviselte, akik érmet nem szereztek.

## Alpesisí
Férfi
| Versenyző         | Versenyszám      | 1. futam      | 1. futam      | 2. futam | 2. futam | Összesítés | Összesítés |
| Versenyző         | Versenyszám      | Idő           | Hely.         | Idő      | Hely.    | Idő        | Helyezés   |
| ----------------- | ---------------- | ------------- | ------------- | -------- | -------- | ---------- | ---------- |
| Mathieu Neumuller | Műlesiklás       | 1:07,90       | 48.           | 1:02,88  | 43.      | 2:10,78    | 41.        |
| Mathieu Neumuller | Óriás-műlesiklás | nem ért célba | nem ért célba | kiesett  | kiesett  | kiesett    | kiesett    |

Női
| Versenyző        | Versenyszám      | 1. futam | 1. futam | 2. futam | 2. futam | Összesítés | Összesítés |
| Versenyző        | Versenyszám      | Idő      | Hely.    | Idő      | Hely.    | Idő        | Helyezés   |
| ---------------- | ---------------- | -------- | -------- | -------- | -------- | ---------- | ---------- |
| Mialitiana Clerc | Műlesiklás       | 1:02,22  | 51.      | 1:00,66  | 43.      | 2:02,88    | 43.        |
| Mialitiana Clerc | Óriás-műlesiklás | 1:08,71  | 52.      | 1:07,31  | 42.      | 2:16,02    | 41.        |